# Черніна
Черніна (czarnina), чорна поливка (чорна залевайка, маленька чорна юшка) — специфічно польський суп, що має характер поливки, основними інгредієнтами якого є розсіл і кров качки, гуски або кролика, рідше поросяти.
У старому польському меню це був густий суп, приготований на пташиному бульйоні (з кісток і субпродуктів качок чи гусей) і додавання свіжої крові, приправлений борошном і підкислений (закріплений) оцтом, приправлений (солодким або гострим) з гострими спеціями (корицею, гвоздикою, перцем) і сушеними сливами і яблуками. Подавали з нарізаними субпродуктами, грушами, вареними галушками або пельменями.
Цукор та оцет (змішаний з кров'ю, щоб вона не згорталася) надають черніні характерний кисло-солодкий смак. Крім основних інгредієнтів, добавки, які надають супу смаку, це сливовий або грушевий сироп в оцті, свіжі або сушені фрукти, зварені в ньому (груші, сливи, яблука, родзинки або вишні), винний або яблучний оцет, мед або інші інгредієнти. Черніні подають з налитими галушками, домашніми макаронами або відвареною картоплею.
У Познанському регіоні традиційно споживали цей суп, приготовлений зі свіжої свинячої крові, назва czarnina все ще використовується в районах Гостинінського, Кутновського, Млавського та Журомінського повітів.
Черніну (на куявському діалекті czornina) можна ототожнити з чорним супом (у Малопольщі його також називали сірим супом), який раніше подавали холостяку, якому відмовили в руці нареченої. Адам Міцкевич у «Пані Тадеуші» згадує про таку чорну юшку, яку подали Яцку Сопліці в замку Горешка як символічну відмову віддати йому свою дочку за дружину.
У Кашубії цей суп із варениками традиційно подають на Різдво. Наразі вона включена до списку польських традиційних продуктів як кашубська черніна (czôrnina або czarwina) та куявська чарніна.

У січні 2023 року черніна була визнана найгіршим супом у світі за версією сайту TasteAtlas.